# Reinhold Trinkner
Reinhold Trinkner (* 4. Oktober 1930 in Neckarsulm, Württemberg; † 10. Dezember 1997) war ein deutscher Rechtswissenschaftler.

## Leben
Trinkner studierte an den Universitäten Würzburg, Hamburg und Tübingen Rechtswissenschaften, Altphilologie und Orientalistik.
Nach dem Rechtsreferendariat wurde er 1960 Mitarbeiter des Verlags Recht und Wirtschaft. Er übernahm im Laufe der Zeit mehrere Redaktionsleitungen. Darunter sind die Zeitschriften Betriebs-Berater, Recht der Internationalen Wirtschaft, Zeitschrift für Vergleichende Rechtswissenschaft und Europäisches Wirtschafts- und Steuerrecht zu nennen. 
Trinkner engagierte sich bei der Weiterentwicklung der Inhaltskontrolle von Allgemeinen Geschäftsbedingungen. 